# Adam Sławiński
Adam Jan Sławiński (ur. 27 listopada 1935 w Leśniczówce) – polski kompozytor, pianista i krytyk muzyczny.

## Życiorys
Adam Sławiński w 1953 podjął studia muzykologiczne na Uniwersytecie Warszawskim, które ukończył w 1958 roku. W czasie studiów (1954–1956) grał w zespole muzycznym Pinokio. Podczas studiów nawiązał współpracę z prasą muzyczną: 1957–1964 publikował w Ruchu Muzycznym i Jazzie, a do 1992 współpracował z Jazz Forum. W latach 1957–1962 pracował jako redaktor muzyczny w Telewizji Polskiej. W 1962 roku rozpoczął działalność kompozytorską: skomponował muzykę do spektaklu Teatru Telewizji O człowieku, który poślubił niemowę. W latach 1974–1975 był zastępcą naczelnego redaktora muzycznego Polskiego Radia, zaś w latach 1990–1991 był dyrektorem programu II Polskiego Radia. W latach 1987–1991 zasiadał w zarządzie Związku Kompozytorów Polskich, początkowo jako sekretarz, a później (od 1989) jako wiceprezes. Zasiada w Radzie Nadzorczej Fundacji Okularnicy.

### Życie prywatne
Jego żoną jest Krystyna Kisielewska-Sławińska, córka Stefana Kisielewskiego.

## Twórczość
Adam Sławiński komponował piosenki, ścieżki dźwiękowe do filmów oraz utwory z kręgu muzyki poważnej, w tym wokalno-instrumentalne. Współpracował z Agnieszką Osiecką, do której tekstów napisał ok. 40 piosenek. Zredagował wydanie kompletu piosenek Witolda Lutosławskiego publikowanych pod pseudonimem Derwid (PWM 2013).

### Wybrane piosenki, nagrodzone na festiwalach w Opolu i Sopocie[1][2]
- Na całych jeziorach – ty (z rep. Teresy Tutinas), sł. Agnieszka Osiecka (1966)
- Dookoła noc się stała (z rep. Łucji Prus), sł. Agnieszka Osiecka (1966)
- Po prostu jestem (z rep. Dany Lerskiej, 1967)

Piosenki były wykonywane podczas programów telewizyjnych, np. Listy śpiewające (1964–69), Apetyt na czereśnie (1970), Sentymenty (1992–96) oraz w spektaklu Apetyt na czereśnie (1975)

### Wybrana filmografia
Adam Sławiński napisał muzykę do ok. 40 filmów i seriali, wśród których były m.in.:
- Skok (1967)
- Gra (1968)
- Chłopi (1973)
- Za rok, za dzień, za chwilę... (1976)
- Najdłuższa wojna nowoczesnej Europy (1979-1981)
- Komediantka (1987)

### Muzyka poważna
Kompozytor tworzył utwory instrumentalne i wokalno-instrumentalne. Do wokalno-instrumentalnych zaliczają się m.in.:
- Opera spod ciemnej gwiazdy (do tekstów Agnieszki Osieckiej, 1963)
- Symfonia buffa na sopran, bas, chór i ork. (do tekstu Jeremiego Przybory, 1969)
- Upamiętnienie na mezzosopran, fortepian przestrojony i taśmę magnetyczną (do słów Wisławy Szymborskiej, 1974)
- Air na chór i 7 instrumentów (1979)
- baśń symfoniczna Lis Witalis na 3 aktorów, chór i orkiestrę (do tekstu Jana Brzechwy, 2003)
- Symfonia c-moll na mezzosopran, bas, chór i orkiestrę (do tekstu Jeremiego Przybory, 2005)

Utwory instrumentalne:
- Ballada dla 6 perkusistów (1975)
- Caccia na orkiestrę symfoniczną (1976)
- Ballada 2 na orkiestrę (1977)
- Canto na orkiestrę smyczkową (1980)
- Hymn na trąbkę i organy (1982)
- Pulsar na perkusję i taśmę (1988)
- Intermezzo na kwartet smyczkowy (1997)

## Odznaczenia
- Srebrny Medal „Zasłużony Kulturze Gloria Artis” (2005)[5]
- Odznaka Honorowa ZAiKS-u (2009)[6]

## Nagrody i wyróżnienia
- Nagroda Ministra Kultury i Sztuki (1987)
- Nagroda w konkursie na hejnał miasta Gdańska (2001)[7]
- Nagroda Związku Kompozytorów Polskich (2005)[1]